# Municipio de Macedonia
El municipio de Macedonia (en inglés: Macedonia Township) es un municipio ubicado en el condado de Pottawattamie en el estado estadounidense de Iowa. En el año 2010 tenía una población de 396 habitantes y una densidad poblacional de 6,37 personas por km².

## Geografía
El municipio de Macedonia se encuentra ubicado en las coordenadas 41°10′56″N 95°26′39″O / 41.18222, -95.44417. Según la Oficina del Censo de los Estados Unidos, el municipio tiene una superficie total de 62.16 km², de la cual 62,07 km² corresponden a tierra firme y (0,15 %) 0,09 km² es agua.

## Demografía
Según el censo de 2010, había 396 personas residiendo en el municipio de Macedonia. La densidad de población era de 6,37 hab./km². De los 396 habitantes, el municipio de Macedonia estaba compuesto por el 98,48 % blancos, el 0,51 % eran asiáticos y el 1,01 % eran de una mezcla de razas. Del total de la población el 0,25 % eran hispanos o latinos de cualquier raza.